# DG Flugzeugbau DG-1000
DG1000 là một loại tàu lượn của DG Flugzeugbau. Bay lần đầu tháng 7 năm 2000 tại Speyer ở Đức.

## Biến thể
DG1000S
DG1000S 18/20
DG1000S Club
DG1001
DG1000T/DG1001T
DG1001M
TG-16A

## Quốc gia sử dụng

### Quân sự
Indonesia
- Không quân Indonesia - 3[2]

 Hoa Kỳ
- Học viện Không quân Hoa Kỳ - 19[3]

## Tính năng kỹ chiến thuật (DG1000S)

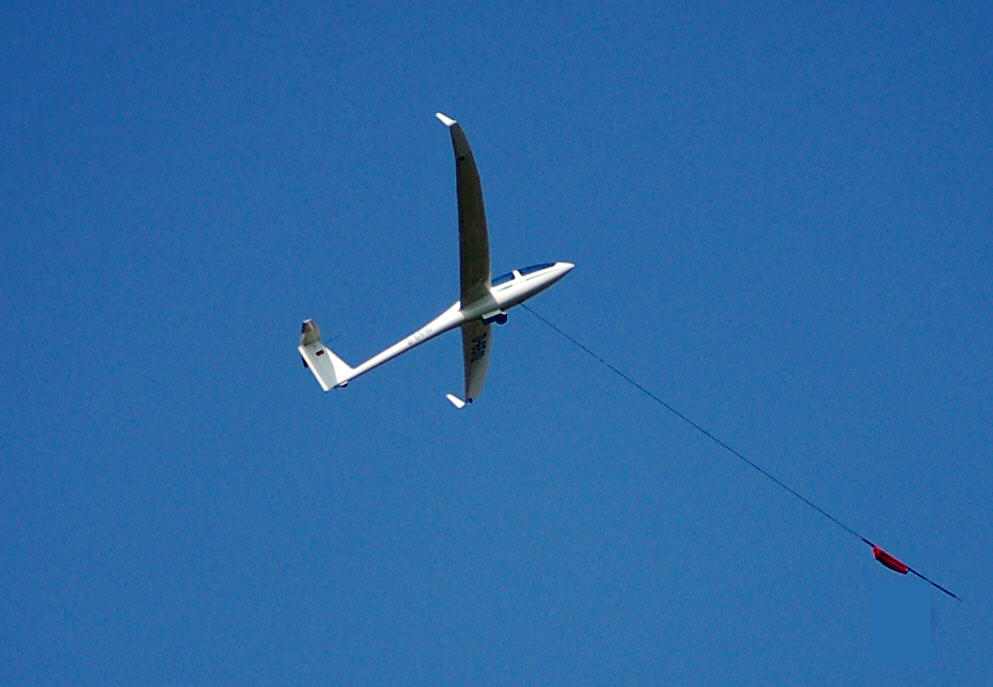
Phóng DG 1000S

Đặc điểm tổng quát
- Kíp lái: 2
- Sức chứa: 160 kg (350 lb)
- Chiều dài: 8.57 m (28 ft 1 in)
- Sải cánh: 20.00 m (65 ft 7 in)
- Chiều cao: 1.83 m (6 ft 0 in)
- Diện tích cánh: 17.5 m2 (189 ft2)
- Tỉ số mặt cắt: 22.8
- Trọng lượng rỗng: 415 kg (913 lb)
- Trọng lượng có tải: 750 kg (1,650 lb)
- Powerplant: 1 × Solo 2350C, 22 kW (30 hp)

Hiệu suất bay
- Vận tốc cực đại: 270 km/h (170 mph)
- Hệ số bay lướt dài cực đại: 46,5
- Vận tốc lên cao: 1,3 m/s (250 ft/phút)
- Vận tốc xuống: 0,5 m/s (100 ft/phút)